# Oggetto impossibile
Un oggetto impossibile è un oggetto che non può essere costruito nella realtà tridimensionale perché in contrasto con le leggi della geometria, sebbene sia possibile disegnarne una rappresentazione bidimensionale. La percezione dell'immagine bidimensionale come oggetto verosimile rappresenta un paradosso ed è per questo una illusione ottica di tipo cognitivo.
In realtà diversi oggetti impossibili possono essere approssimativamente costruiti in tre dimensioni impiegando qualche trucco prospettico, come nell'esempio del cubo impossibile.
L'artista olandese Maurits Cornelis Escher ha prodotto diverse opere in cui oggetti impossibili sono alla base dell'architettura di edifici e paesaggi fantastici.

## Esempi di oggetti impossibili

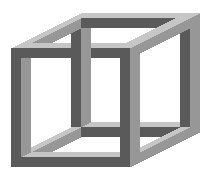
Cubo impossibile
Triangolo impossibile o triangolo di Penrose
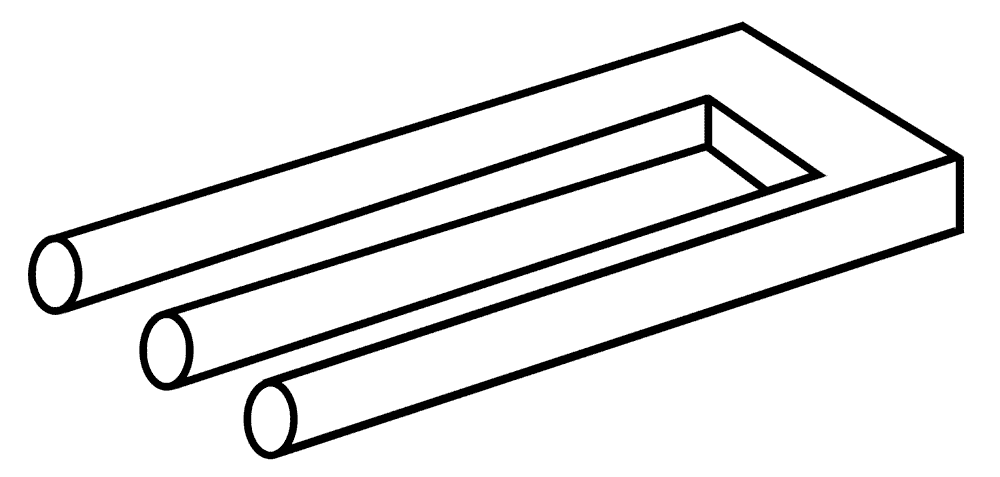
Blivet / Poiuyt
Scala di Penrose